# Ахоко
Ахоко — ручной шумовой перкуссийный инструмент из Ганы, Кот-д’Ивуар.
Представляет собой деревянную палку с ореховыми скорлупами, последовательно привязанными и стянутыми вокруг конца палки. Может использоваться самостоятельно с отчётливым гремящим звуком.
Ударный звук может находиться в диапазоне от тихого до очень громкого, и зависит от того, сколько орехов бьёт по корпусу барабана сразу. Рассеянный звук может быть произведён, когда группа орехов поражает барабан в разное время.